# Pont de Storseisundet
Le pont Storseisundet (norvégien : Storseisundbrua) est le plus long des huit ponts qui composent la Route de l'Atlantique (Atlanterhavsveien), la liaison routière entre la péninsule de Romsdal et l'île d'Averøya dans le comté de Møre og Romsdal, en Norvège.

## Localisation
Le pont se trouve à la limite entre la municipalité de Hustadvika et la municipalité d'Averøy et traverse un archipel en reliant la Norvège continentale à l'île d'Averoy. C'est l'une des routes touristiques nationales officielles du pays.

## Description
Le pont Storseisundet est un pont en porte-à-faux de 260 mètres de long ; son tablier culmine à 23 m au maximum au-dessus de la mer. Ouvert le 7 juillet 1989, c'était une route à péage jusqu'en juin 1999,.

## Construction
Au cours des six années de construction, les ouvriers ont lutté contre le climat de la région et ont été interrompus par douze ouragans[réf. nécessaire] Cent vingt-deux millions de couronnes norvégiennes ont été consacrées à la réalisation du projet, dont soixante-quinze pour cent provenaient de subventions publiques. Le reste du financement a été récupéré par les frais de péage. Le pont devait initialement récupérer son investissement en quinze ans, mais a été entièrement payé en dix ans.